# Awní Abd al-Hádí
Awní Abd al-Hádí (arabsky عوني عبد الهادي‎), také známý jako Auni Bej Abdel Hádí, (žil 1889 – 15. března 1970), byl palestinský politik. Spoluzakladatel a předseda Strany nezávislosti. Jeho ženou byla palestinská aktivistka a feministka Tarab Abdul Hádí.

## Život
Narodil se v roce 1889 v Náblusu během nadvlády Osmanské říše. Během studií studoval na univerzitách v Bejrútu, Istanbulu a na Sorbonně v Paříži.
V roce 1911 v Paříži spolu s Rafíkem al-Tamímím založil podzemní arabskou nacionalistickou společnost al-Fatat. Cílem společnosti bylo vydobytí arabské nezávislosti. Následně spoluorganizoval první Arabský kongres v Paříži. Ten se konal v červnu 1913 v reakci na oslabení Osmanské říše hnutím Mladoturků. Na kongresu byla diskutována nezávislost Arabů na Osmanské říši.
Při návštěvě emíra Fajsala I. v Paříži v prosinci 1918 mu byl Awní Abd al-Hádí představen. Fajsal I. ho jmenoval vedoucím administrativy arabské delegace pro Pařížskou mírovou konferenci v roce 1919. Awní Abd al-Hadí se později stal poradcem jordánského krále Abdalláha I.
Po svém návratu na území Palestiny v roce 1924, která se mezitím dostala pod nadvládu britské mandátní správy, se stal jednou z předních osobností palestinského národního hnutí. Coby delegát se účastnil pátého (v roce 1922 v Náblusu) a šestého (v roce 1923 v Jaffě) palestinského arabského kongresu.
V roce 1930 byl členem palestinské delegace, která v Londýně jednala o budoucnosti Mandátní Palestiny. Pracoval také jako právník Nejvyšší muslimské rady. V srpnu 1932 spoluzakládal a stal se předsedou palestinské Strany nezávislosti. Za stranu v roce 1936 vstoupil do Vysokého arabského výboru. Awní Abd al-Hádí byl považován za umírněného nacionalistu, který byl připraven jednat o soužití s jišuv. Během arabského povstání v Palestině v letech 1936 až 1939 byl Vysoký arabský výbor zakázán a s ním i jeho členské strany. Představitelé stran byli pozatýkáni nebo uprchli do exilu. Awní Abd al-Hádí byl v té době zrovna mimo Palestinu a Britové mu zakázali se vrátit. Nicméně již v roce 1939 byl přizván na britskou Londýnskou konferenci, na které se znovu jednalo o budoucnosti Mandátní Palestiny.
Po první arabsko-izraelské válce Awní Abd al-Hádí i se svou rodinou přesídlili do Káhiry v Egyptě. V roce 1948 se stal ministrem ve Všepalestinské vládě. Ta měla ovšem jen krátkého trvání. Mezi lety 1951 až 1955 byl ministrem v Jordánsku a následně velvyslancem v Káhiře. Od roku 1955 do roku 1958 byl v Jordánsku senátorem. Poté byl předsedou legislativního výboru Ligy arabských států. 